# Colletotrichum indicum
Colletotrichum indicum är en svampart som beskrevs av Dastur 1934. Colletotrichum indicum ingår i släktet Colletotrichum och familjen Glomerellaceae.   Inga underarter finns listade i Catalogue of Life.